# Giulio Savelli (político)
Giulio Savelli (27 de setembro de 1941 - 12 de maio de 2020) foi um político e editor italiano.
Nascido em Roma em 27 de setembro de 1941, Savelli foi cofundador da editora Samonà e Savelli ao lado de Giuseppe Paolo Samonà em 1963. Samonà deixou o negócio em 1968 e Savelli dirigiu Samonà e Savelli por conta própria.  A editora lançou 1.200 títulos, entre eles La strage di Stato (1970), sobre o atentado a bomba na Piazza Fontana, e Porci con le ali (1976), com co-autoria de Marco Radice e Lidia Ravera . Savelli aposentou-se da editora em 1976, deixando Samonà e Savelli para um coletivo editorial.  A editora fechou em 1982.
Savelli foi eleito membro da Forza Italia para a Câmara dos Deputados . Ele fez parte da XIII Legislatura, que operou entre 1996 e 2001.